# Actia amblycera
Actia amblycera är en tvåvingeart som beskrevs av Aldrich 1934. Actia amblycera ingår i släktet Actia och familjen parasitflugor. Inga underarter finns listade i Catalogue of Life.